# Сейитнизам (квартал)
„Сейитнизам“ (на турски: Seyitnizam) е квартал на Истанбул, разположен в околия Зейтинбурну. Общата му площ е 1,2 км2. Според данни на Адресната система за регистриране на населението (ABPRS) към 2023 г. населението на „Сейитнизам“ е 22 096 жители.